# Hupehsuchia
Gli hupehsuchi (Hupehsuchia) sono un gruppo di rettili acquatici estinti, appartenenti ai diapsidi. Vissero nel Triassico inferiore (circa 250 - 248 milioni di anni fa) e i loro resti fossili sono stati ritrovati esclusivamente in Cina.

## Descrizione
Questi animali mostrano un'insolita combinazione di caratteristiche. La forma generale del corpo è fusiforme, con una lunga coda e grandi arti simili a pagaie. Il cranio è allungato e le mascellesono prive di denti. Il rostro è appiattito, con la premascella che va a formare la maggior parte della superficie dorsale e laterale, mentre il mascellare superiore è per lo più limitato alla superficie ventrale oltre la base del rostro. Un'apertura tra il nasale e le ossa prefrontali in un esemplare di hupehsuco (noto come IVPP V3232) è stato inizialmente interpretato come una finestra antorbitale, ma ora si ritiene che sia un artefatto causato dal danneggiamento delle ossa circostanti durante la conservazione. La sua posizione non è indicativa di un'apertura nasale. Più probabilmente, la narice si trova tra il nasale e mascella in una zona anteriore a quella della presunta finestra antorbitale, anche se la conservazione di questa zona negli esemplari noti è piuttosto scarsa.
Il collo è relativamente allungato (tranne che in Eohupehsuchus) e le costole cervicali sono brevi. Una particolarità delle spine neurali della regione del tronco, dall'undicesima vertebra alla prima caudale, è che ciascuna è divisa in due unità distinte da una linea di sutura. Una è prossimale al resto della vertebra e l'altra è distale ad essa. Alcuni spostamenti antero-posteriori di queste due unità avvengono lungo la colonna vertebrale, e ciò suggerisce che non sono ossificate tra loro. Nelle vertebre dalla 8 alla 14, le estremità distali delle porzioni distali delle spine neurali sono espanse posteriormente. Un'espansione anteriore ulteriore della spina neurale è presente in tutte le vertebre dopo la quattordicesima. Queste regioni distali espanse mostrano qualche ornamentazione, e potrebbero aver penetrato il derma. Un'altra caratteristica particolare degli hupehsuchi è la presenza di placche dermiche sulle spine neurali delle 34 vertebre presacrali. Un piccolo osso dermico sovrasta ogni spazio tra l'espansione posteriore di una spina neurale distale e l'espansione anteriore di quella posteriore. Sopra queste ossa dermiche si trovano piastre dermiche ancora più grandi, in sovrannumero rispetto alle spine neurali.
Sono presenti gastralia in alcuni esemplari; essi andavano a formare una sorta di armatura ventrale dal cinto pettorale al cinto pelvico. La fila mediale consiste di grandi elementi sovrapposti a forma di V, mentre le file laterali sono costituite da ossa distanziate piccole e cilindriche.